# Miraculous Night
「Miraculous Night」（ミラキュラス・ナイト）は、日本の歌手・長瀬実夕の1作目の配信限定シングル。

## 配信曲
1. Miraculous Night
作詞：長瀬実夕
作曲：五戸力
編曲：日比野裕史
自身初のクリスマスを題材に制作された[1]。